# Brvnik (Šamac)
Brvnik (szerbül: Брвник), település Bosznia-Hercegovinában, Šamac községben, a Szerb Köztársaság északi régiójában. Brvnik településnek a boszniai Szerb Köztársaság területére eső része.

## Fekvése
A település Bosznia-Hercegovina északi részén, Dobojtól légvonalban 47, közúton 74 km-re északkeletre, községközpontjától légvonalban 8, közúton 9 km-re délkeletre, a Szávamenti-síkságon, a Száva jobb partja közelében, 84-87 méteres magasságban, az Obudovac-Šamac út mentén fekszik.

## Népessége
| Nemzetiségi csoport | Népesség 1991 | Népesség 2013 |
| ------------------- | ------------- | ------------- |
| Szerb               | 580           | 253           |
| Bosnyák             | 1             | 0             |
| Horvát              | 22            | 0             |
| Jugoszláv           | 6             | 0             |
| Egyéb               | 0             | 3             |
| Összesen            | 609           | 256           |

## Története
A néphagyomány szerint amikor településük területét a múltban elöntötte a víz, a környező Batkuše és Obudovac települések lakói nyáron, a víz visszahúzódásáig ezt a területet használták. Száraz időszakokban a víz egy csatornán folyt át, amelyre egy rönköt helyeztek, hogy átkeljenek a túloldalra, és azokról, akik átkeltek a rönkön, azt mondták, hogy „preko brvna”, vagy „preko brvnika” (a rönkön túl) vannak, így ez maradt meg a név.
A település 1878-ig tartozott az Oszmán Birodalomhoz. Ekkor a berlini kongresszus határozata alapján az Osztrák-Magyar Monarchia katonai megszállása alá került, mely 1908-ban annektálta Bosznia-Hercegovinát. 1879-ben az első osztrák-magyar népszámlálás során az Orašjei járáshoz és Obudovac községhez tartozó településnek, 40 háztartása 266 ortodox lakosa volt. 1910-ben a Bosanski Šamaci járáshoz tartozó településen 65 háztartást, 449 ortodox és 5 római katolikus lakost találtak. A monarchia szétesésével 1918-ban előbb a Szerb-Horvát-Szlovén Királyság, majd 1929-től a Jugoszláv Királyság része lett. 1921-ben a Bosanski Šamac-i járáshoz tartozó településnek 448 lakosa volt, közülük 445 ortodox és 3 római katolikus volt. Az 1929-es törvény értelmében, amikor Bosznia-Hercegovinát négy banovinára, Drinskára, Vrbaskára, Zetskára és Primorskára osztották, a település a Vrbaska banovina (Orbászi Bánság) része lett, amelynek székhelye Banja Luka volt. 1939-ben a közigazgatás átszervezésével a Hrvatska banovina (Horvát Bánság) része lett. 
A második világháborúban Jugoszlávia megszállása után a Független Horvát Állam (NDH) része lett. A második világháború után 1992-ig a település a szocialista Jugoszlávia keretében a Bosznia-Hercegovinai Népköztársaság része volt. A boszniai háborút lezáró daytoni békeszerződés rendelkezése alapján az ország területét felosztották a Bosznia-hercegovinai Föderáció és a boszniai Szerb Köztársaság között. A területmegosztás eredményeként a település egy része Šamac község részeként a Szerb Köztársaság területéhez került, míg a másik rész a Föderációhoz tartozó Domaljevac-Šamac község része lett.

## Gazdaság
A lakosok főként mezőgazdasággal foglalkoznak. A település a fűzfafonásáról, azaz a kosarak készítéséről nevezetes. Régebben a lakosok nagy része foglalkozott a kosárfonás mesterségével, azaz kosarak és más tárgyak készítésével fűzfafonásból. A teljes termelési folyamat a településen zajlik, a fűzfát elültetik, levágják, osztályozzák, meghámozzák, előkészítik, megfőzik és végül megfonják.

## Kultúra
A szövetkezeti otthon építése 1947-ben kezdődött és 1949-ben fejeződött be. Az épületet később ifjúsági központtá alakították át.

## Nevezetességei
A szerb ortodox templom Szent Panteleimon nagymártírnak van szentelve. A lakosok korábban az obudovaci templomot használták, majd a 21. század elején úgy döntöttek, hogy Brvnikben építenek egy templomot. A templom építése 2002 őszén kezdődött, az alapokat pedig 2003. augusztus 9-én szentelte fel Vaszilje Kachavenda zvornik-tuzlai püspök. A templom 2005 óta látogatható, az építkezés 2007-ben fejeződött be teljesen, a templomot 2008-ban szentelték fel.

## Fordítás
- Ez a szócikk részben vagy egészben  a(z)   Брвник (Шамац) című szerb Wikipédia-szócikk ezen változatának fordításán alapul.  Az eredeti cikk szerkesztőit annak laptörténete sorolja fel. Ez a jelzés csupán a megfogalmazás eredetét és a szerzői jogokat jelzi, nem szolgál a cikkben szereplő információk forrásmegjelöléseként.